# تیم ملی فوتبال زامبیا
تیم ملی فوتبال زامبیا (به انگلیسی: Zambia national football team) این تیم نماینده فوتبال کشور زامبیا است.
تیم ملی فوتبال زامبیا برای نخستین بار در مسابقات جام ملت‌های آفریقای 2012 توانست قهرمان شود.
این تیم با صدر نشینی در گروه خود(گروهA) به مرحله ی حذفی پا گذاشت و توانست در مرحله ی یک چهارم نهایی تیم سودان را یا نتیجه ی 3-0 شکست دهد. در مرحله ی نیمه نهایی نیز توانست با یک گل در مقابل غنا پیروز شود و برای سومین بار به فینال این رقابت‌ها برسد. دیگر فینالیست این رقابت‌ها ساحل عاج بود. بازی فینال در ورزشگاه لیبرویل برگزار می شد و در 120 دقیقه گلی نداشت و بازی به ضربات پنالتی کشیده شد. تیم ملی زامبیا در ضربات پنالتی، با نتیجه ی 8-7 توانست تیم ملی  ساحل عاج را شکست دهد و برای نخستین بار فاتح این جام شود.